# Kōriyama

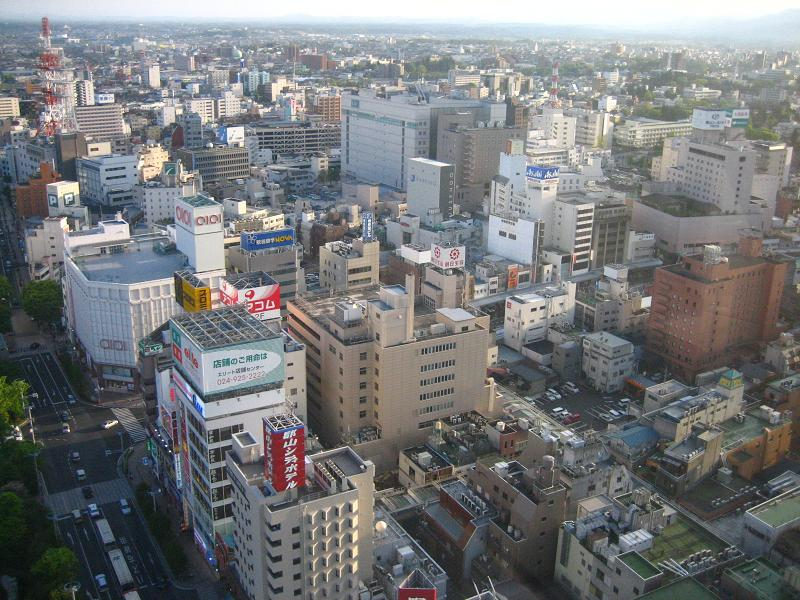
Centrul oraşului

Kōriyama (郡山市 Kōriyama-shi?) este un municipiu din Japonia, prefectura Fukushima.